# آهن‌شهر
آهن‌شهر، شهرک مسکونی شرکت سنگ آهن مرکزی ایران که خانواده‌های غیر بومی در آن زندگی می‌کنند، اسم قدیم آهنشهر خسرو شهر بوده، که توسط روس‌ها در زمان شاه ساخته شده‌است.

## جمعیت
این شهرک 400 خانه در این شهرک ساخته شده که جمعیت مسکونی این شهرک 1600 نفر است.